# Ектор Факундо
Ектор Факундо (ісп. Héctor Facundo, 27 листопада 1937, Буенос-Айрес — 13 листопада 2009) — аргентинський футболіст, що грав на позиції нападника.
Виступав, зокрема, за клуб «Сан-Лоренсо», з яким ставав чемпіоном Аргентини, а також національну збірну Аргентини, у складі якої брав участь у чемпіонаті світу.

## Клубна кар'єра
У дорослому футболі дебютував 1956 року виступами за команду «Сан-Лоренсо». Разом із командою в 1959 році він здобув титул чемпіона Аргентини, завдяки якому брав участь у першому розіграші Кубка Лібертадорес 1960. Там «Сан-Лоренсо» дійшов до півфіналу, де у трьох матчах програв уругвайському клубу «Пеньяроль», який в підсумку і виграв трофей. У 1961 році разом із «Сан-Лоренсо» Ектор став віце-чемпіоном Аргентини. Загалом у команді провів вісім сезонів, взявши участь у 121 матчі чемпіонату
Завершив ігрову кар'єру у команді «Уракан», за яку виступав протягом 1964—1965 років. У 1965 році Ектор Факундо закінчив свою активну футбольну кар'єру у віці лише 28 років.

## Виступи за збірну
1959 року дебютував в офіційних матчах у складі національної збірної Аргентини і поїхав з командою на чемпіонату Південної Америки 1959 року в Еквадорі, де разом з командою здобув «срібло», зігравши у трьох матчах — проти Парагваю, Еквадору та Бразилії.
Згодом у складі збірної був учасником чемпіонату світу 1962 року у Чилі, на якому провів два матчі групового етапу проти збірних Болгарії і Угорщини і став автором першого м'яча з двох збірної Аргентини на турнірі: вже на 4-й хвилині він забив гол у ворота Болгарії, який виявився у зустрічі єдиним і переможним. Втім ця перемога виявилась єдиною для команди на турнірі і аргентинці не вийшли з групи.
Після «мундіалю» Факундо за збірну більше не грав і всього протягом кар'єри у національній команді провів у її формі 7 матчів, забивши 1 гол.
Помер 13 листопада 2009 року на 72-му році життя.

## Титули і досягнення
- Чемпіон Аргентини (1):

«Сан-Лоренсо»: 1959
- Срібний призер Чемпіонату Південної Америки: 1959 (Еквадор)